# Kapfenberger SV
Kapfenberger Sportvereinigung – austriacki klub piłkarski, grający obecnie w 2. Liga, mający siedzibę w mieście Kapfenberg, leżącym w Styrii.

## Historia
Klub został założony 4 września 1919 roku jako Kapfenberger Sportclub. Od 1922 roku występował w lidze Styrii dwukrotnie zdobywając zarówno mistrzostwo tego regionu, jak i puchar. W 1947 roku stworzono kolejne sekcje sportowe: tenisa stołowego, narciarstwa oraz piłki ręcznej. Klub został wówczas przemianowany na Kapfenberger Sportvereinigung. W latach 50. i 60. występował w pierwszej lidze austriackiej, a do połowy lat 80. w drugiej lidze. Kolejne 15 sezonów zespół spędził grając w styryjskiej Landeslidze (odpowiednik 4. ligi). Następnie awansował do Regionalligi Mitte (odpowiednik 3. ligi), a w sezonie 2002/2003 ponownie grał na drugim froncie. W sezonie 2004/2005 został wicemistrzem ligi, ale to SV Ried awansował do ekstraklasy. Na koniec sezonu 2007/2008 zespół ponownie awansował do 1. Bundesligi Austrii.

## Sukcesy
- 2. liga:

mistrzostwo (5): 1943 (Landesklasse), 1954 (B-Liga), 1961, 1963, 1974 (Regionalliga Mitte), 2007/08 (Red Zac Erste Liga)
- Regionalliga Mitte:

mistrzostwo (1): 2002
- mistrzostwo Styrii:

(2): 1942, 1943
- Puchar Styrii:

zwycięstwo (2): 1940, 1941

## Reprezentanci kraju grający w klubie
- Adolf Antrich
- Erwin Fuchsbichler
- Otto Gollnhuber
- Josef Hamerl
- Adolf Hütter
- Ignaz Puschnik
- Zeljko Radovic
- Kurt Russ
- Mario Sonnleitner
- Manfred Steiner
- Heinz Thonhofer
- Milan Fukal
- Marek Heinz
- Skelly Tutu
- Tomislav Knez
- Bernard Vukas
- Kazimierz Sidorczuk
- Adrian Iencsi
- Marian Suchancok
- Kamil Susko
- Sašo Fornezzi
- Matej Mavrič
- Senad Tiganj
- Éric Akoto